# Sweetwater - Dolce vendetta
Sweetwater - Dolce vendetta (Sweetwater) è un film del 2013 diretto da Logan Miller.
Il film è stato presentato al Sundance Film Festival il 24 gennaio 2013.

## Trama
In una cittadina del Nuovo Messico il sedicente profeta Josiah fa il bello e il cattivo tempo convinto di agire per espresso volere del Signore.
Imbattutosi in due viandanti non meglio identificati, li uccide prima ancora di conoscerne le intenzioni e poi ne occulta i corpi. Stesso trattamento per il vicino Miguel Ramirez la cui unica colpa è stata quella di lamentarsi dell'invadenza delle sue pecore sui propri campi.
Ad intralciare lo strapotere di Josiah giunge però Cornelius Jackson, un pittoresco personaggio che rimuove con maniere spicce il locale sceriffo sostituendosi a questo per proseguire al meglio le sue indagini. Jackson è infatti, per conto del governo, alla ricerca di quei due uomini che, come gli sarà chiaro molto presto, sono stati vittime di quel Josiah che lui conosce e disprezza da tempo.
Nel frattempo Sarah, ex prostituta e moglie dell'altro scomparso Ramirez, porta faticosamente avanti da sola la propria fattoria. Subisce l'aborto del figlio che attendeva e non riesce a respingere le avances dello sfacciato Josiah che la possiede con la forza chiedendola in moglie.
Quando scopre che il marito è stato ucciso da Josiah, Sarah mette in atto la sua vendetta con lucidità e freddezza. Perfettamente vestita e truccata gira armi alla mano per la cittadina finché non ha sterminato tutta la banda del profeta. Giunta alla fattoria di questi, uccide anche le sue due concubine che la assalgono risparmiando solo la giovane figlia. Libera poi lo sceriffo Jackson che, giunto alla verità sui due uomini scomparsi, era stato catturato e crocifisso da Josiah che ora è solo. L'uomo ferisce Sarah e sta per catturarla quando si imbatte in un duello con Jackson, fatale per entrambi.
Nell'ultima scena Sarah, ferita ma non in pericolo di vita, si spoglia degli abiti di vendicatrice di fronte ad un fuoco purificatore.

## Produzione
I gemelli Lohan avevano diretto Ed Harris anche nel loro film d'esordio Touching Home del 2008. Le riprese sono durate poco meno di un mese ed hanno avuto luogo interamente nel Nuovo Messico.